# Сакалды
Сакалды (кирг. Сакалды) — село в Ноокенском районе Джалал-Абадской области Кыргызстана. Административный центр Сакалдинского айылного аймака.

## География
Село расположено в южной части области, к северу от реки Тентяксай, на расстоянии приблизительно 8 километров (по прямой) к юго-западу от села Масы, административного центра района. Абсолютная высота — 558 метров над уровнем моря.

## Население
Согласно оценочным данным Национального статистического комитета Кыргызской Республики, численность населения села на начало 2023 года составляла 4610 человек.
| год     | 2009 | 2014 | 2015 | 2020 | 2021 | 2023 |
| ------- | ---- | ---- | ---- | ---- | ---- | ---- |
| человек | 4378 | 4494 | 4000 | 4481 | 4556 | 4610 |